# Siamthelphusa retimanus
Siamthelphusa retimanus is een krabbensoort uit de familie van de Gecarcinucidae. De wetenschappelijke naam van de soort is voor het eerst geldig gepubliceerd in 1997 door Ng & Naiyanetr.